# Jorge Orlando Calvo
Jorge Orlando Calvo (Córdoba, 27 de abril de 1961-Neuquén, 10 de enero de 2023) fue un geólogo y paleontólogo argentino, que desarrolló actividades académicas en el Centro de Investigaciones Paleontológicas Lago Barreales de la Universidad Nacional del Comahue.

## Biografía
Era originario de la ciudad capital de Córdoba, Argentina. Fue profesor en Geología y Paleontología en la Universidad Nacional del Comahue, Neuquén, y profesor en Paleontología en la Universidad Nacional de La Pampa. Ha sido uno de los fundadores de la carrera de Geología, en 2010, en esa Universidad, y el director del Centro Paleontológico del lago Los Barreales.
En 1986, obtuvo la licenciatura en geología; y en 1991 ganó una beca Fulbright para hacer un Master en Ciencias de la Paleontología, en la Universidad de Illinois en Chicago, accediendo a su posgrado en 1994. En 2006, realizó la defensa de su tesis de PhD en la Universidad Federal de Río de Janeiro.
Dedicó su vida al descubrimiento, excavación y estudio de la paleontología de vertebrados. Fue el primer paleontólogo en vivir y trabajar en la provincia de Neuquén. Fue autor y coautor de muchos descubrimientos por su cuenta acerca de nuevos taxones en dinosaurios, aves, cocodrilos, ranas, tortugas, huevos y huellas de dinosaurios. Calvo ayudó a desarrollar no sólo la ciencia paleontológica en Norpatagonia (1987), sino también el turismo paleontológico. Fue el fundador del Museo de Geología y Paleontología de la Universidad del Comahue (1990), el Museo Paleontológico de Rincón de los Sauces (2000) y el Centro Paleontológico del lago Los Barreales, en 2002.
Como investigador de la Universidad Nacional del Comahue, fue el director de más de quince proyectos de investigación nacionales e internacionales dirigidos a instituciones como el Conicet, la Agencia Nacional de Ciencia y Tecnología, y la Universidad Nacional del Comahue (Argentina), la Fundación Duke de EE. UU., Dinosaur Society of America, National Geographic Society, etc.
Fue director de tesis de estudiantes graduados, máster y doctorandos. Ha publicado más de ochenta y ocho artículos científicos y más de sesenta en revistas no especializadas. También ha leído más de 135 ponencias y conferencias en congresos de la especialidad en todo el mundo.
Calvo fue invitado para dar conferencias sobre los dinosaurios de la Norpatagonia en diferentes ciudades de Argentina, Brasil, Chile, Italia, Finlandia, Rumania y Serbia y coordinó más de veinticinco eventos de espectáculos paleontológicas, exposiciones y museos interactivos.

## Algunas publicaciones
- jorge o. Calvo, j.d. Porfiri. 2010. Panamericansaurus schroederi gen. nov. sp. nov. Un nuevo Sauropoda (Titanosauridae-Aeolosaurini) de la Provincia del Neuquén, Cretácico Superior de Patagonia, Argentina. Brazilian Geographical Journal: Geosciences and Humanities research medium 1: 100-115 Archivado el 13 de marzo de 2012 en Wayback Machine.

### Libros
- jorge o. Calvo. 2011. Paleontología y dinosaurios desde América Latina. Serie Documentos y testimonios: Aportes 24. Editor EDIUNC, 285 pp.

- -----------------------. 1994. Feeding Mechanisms in Some Sauropod Dinosaurs. Editor Univ. of Illinois at Chicago, 288 pp.

## Descriptor y codescriptor deespecies
- Andesaurus delgadoi Calvo & Bonaparte, 1991
- Picunichnus benedettoi Calvo, 1991[3]
- Sauropodichnus giganteus Calvo, 1991[3]
- Sousaichnium monetae Calvo, 1991[3]
- Deferrariischnium mapuchensis Calvo, 1991[3]
- Limayichnus major Calvo, 1991[3]
- Neuquenornis volans Chiappe & Calvo, 1994
- Limaysaurus tessonei Calvo & Salgado, 1995[4]
- Megaloolithus patagonicus Calvo, Engelland, Heredia & Salgado, 1997[5]
- Avitabatrachus uliana Báez, Trueb & Calvo, 2000
- Araripesuchus patagonicus Ortega, Gasparini, Buscalioni & Calvo, 2000
- Anabisetia saldiviai Coria & Calvo, 2002
- Rinconsaurus caudamirus Calvo & González Riga, 2003
- Unenlagia paynemili Calvo, Porfiri & Kellner, 2004
- Ekrixinatosaurus novasi Calvo, Rubillar-Rogers & Moreno, 2004
- Puertasaurus reuili Novas, Salgado, Calvo & Agnolin, 2005
- Pehuenchesuchus enderi Turner & Calvo, 2005
- Futalognkosaurus dukei Calvo, Porfiri, González Riga & Kellner, 2007
- Neuquensuchus universitas Fiorelli & Calvo, 2007
- Muyelensaurus pecheni Calvo, González Riga & Porfiri, 2007
- Macrogryphosaurus gondwanicus Calvo, Porfiri & Novas, 2007
- Linderochelys rinconensis De la Fuente, Calvo & Gonzalez Riga, 2007
- Austroraptor cabazai Novas, Pol, Canale, Porfiri & Calvo, 2009
- Titanopodus mendozensis Gonzalez Riga & Calvo, 2009
- Panamericansaurus schroederi Calvo & Porfiri, 2010
- Leufuichthys minimus Gallo, Calvo & Kellner, 2011
- Traukutitan eocaudata Juárez Valieri & Calvo, 2011

- Notocolossus gonzalesparejasi González Riga, Lamanna, Ortiz David, Calvo & Coria,, 2016}}

## Abreviatura (zoología)
La abreviatura Calvo  se emplea para indicar a Jorge Orlando Calvo como autoridad en la descripción y taxonomía en zoología.